# Méthode de Winkler
Pour les articles homonymes, voir Winkler.
La méthode de Winkler est un dosage en retour (indirect) du dioxygène dissous dans une solution. Elle doit son nom à Lajos Winkler, qui l'a mise au point en 1888 dans le cadre de sa thèse de doctorat. Elle utilise deux états d'oxydation de l'iode, elle fait donc partie des dosages par iodométrie. 
On dissout, en milieu basique, du chlorure de manganèse MnCl2 dans l'eau à doser et on bouche le contenant sans emprisonner d'air de sorte que seul le  dioxygène présent dans la solution soit celui d'ores et déjà dissous. Il se forme un précipité d'hydroxyde de manganèse, Mn(OH)2.
L'hydroxyde de manganèse contenait le manganèse sous sa forme Mn2+, il devient Mn3+ après son oxydation par le dioxygène et formera le précipité Mn(OH)3 de couleur brune. Tout le dioxygène dissous sera réduit par le manganèse. Cela peut prendre du temps, même avec une agitation soutenue (autour de 30 minutes).
Quand on considère que tout le dioxygène dissous a été réduit, on arrête l'oxydation du manganèse en rajoutant de l'acide sulfurique concentré. Il n'y a plus d'oxydations possible du manganèse en milieu acide. Les précipités de manganèse retrouvent leurs formes ioniques Mn2+ et Mn3+.
On rajoute de l'iodure de potassium (KI) en excès dont l'ion iodure va être oxydé par les ions Mn3+ uniquement. Donc la quantité de dioxygène va se retrouver entièrement dans la quantité de Mn3+ qui va intégralement réagir avec l'iode en l'oxydant en diiode.
Il ne reste plus qu'à doser le diiode grâce à du thiosulfate de sodium en présence d'un indicateur coloré : l'empois d'amidon pour avoir la quantité d'oxygène dissous dans l'eau.